# ایگور گرابوفسکی
ایگور گرابوفسکی (روسی: Игорь Владимирович Грабовский؛ زادهٔ ۲ سپتامبر ۱۹۴۱) ورزشکار واترپلو اهل اتحاد جماهیر شوروی سوسیالیستی است.
وی در مسابقات کشوری و بین‌المللی در مجموع برندهٔ ۱ مدال برنز شده‌است.